# Leptotarsus mesocerus
Leptotarsus mesocerus là một loài ruồi trong họ Ruồi hạc (Tipulidae). Chúng phân bố ở miền Australasia.